# Нусрет Гьокче
Нусрет Гьокче ((9 серпня 1983 , Ерзурум ), на прізвисько Salt Bae (буквально «хлопець з сіллю», bae — жаргонна форма англійського слова buddy або boy) — турецький м'ясник, шеф-кухар і ресторатор, якому належить мережа стейк-хаусів Nusr-Et (гра слів, що обігрує його ім'я і турецьке слово et, «м'ясо»). Його техніка приготування та витримки м'яса стала інтернет-мемом.

## Особисте життя
Гьокче народився в Ерзурумі, Туреччина, в курдській сім'ї. Його батько був шахтарем. Тяжке становище сім'ї змусило його покинути школу в 6-му класі і почати роботу учнем м'ясника в окрузі Кадикьой в Стамбулі. Згодом він відкрив власний бізнес, який перетворився на успішний ресторан, де в даний час обідають багато знаменитостей.
Гьокче активно займається благодійністю, наприклад, побудував школу в рідному Ерзурумі.
Має 9 дітей.

## Мем «хлопець з сіллю»
З січня 2017 року Гьокче став широко відомий завдяки серії вірусних інтернет-відеороликів і мемів, в яких показано, як він вправно ріже м'ясо і посипає сіллю.
Його «візитною карткою» стало вірусне відео «Ottoman Steak», опубліковане 7 січня 2017 року в його акаунті в Твіттері. Воно було переглянуто 10 мільйонів разів в Instagram, після чого Гьокче охрестили Salt Bae («хлопець з сіллю») за незвичайний спосіб посипати сіллю м'ясо: піднявши щіпку в повітря на рівень передпліччя, впустити великі кристали солі з кінчиків пальців на лікоть, щоб звідти вони зісковзують на страву. Завдяки широким перепостам відео, Гьокче набув неймовірну популярність на Ютубі, завдяки чому в ресторан зачастили знаменитості і політики з усього світу.

## Ресторан
Гьокче відвідав кілька країн, включаючи Аргентину і США, в період з 2007 по 2010 рік, де він працював волонтером у місцевих ресторанах, щоб набрати досвід роботи кухарем і ресторатором. Після свого повернення в Туреччину Гьокче відкрив свій перший ресторан у Стамбулі в 2010 році, а пізніше відкрив ресторан у Дубаї в 2014 році.
Страви, які подають у закладах Гьокче, отримали неоднозначні відгуки і в цілому вважаються такими, що мають «завищену ціну». Ранні професійні огляди його стейк-хауса в Нью-Йорку в 2018 році були в цілому негативними. The New York Post (журналіст Стів Куоззо) назвав його ресторан «Обдираловом для публіки № 1», а Джошуа Девід Штейн писав в GQ, що його біфштекс — «пересічний», а гамбургери — пересмажені. Однак у тому, що стосувалося розважального аспекту закладів, відгуки були більш позитивними. Роберт Ситсема з журналу Eater пише: «Якщо ви оцінюєте новий філіал Nusr-Et в Нью-Йорку тільки як закусочну, ви, ймовірно, будете розчаровані. Якщо, з іншого боку, ви оціните це місце як обідній театр, ви знайдете його задовільним — але тільки якщо там присутній сам Солт Бе».
У грудні 2017 року Гьокче критикували за фотографію 2016 року, де він позував перед портретом Фіделя Кастро. У вересні 2018 року Гьокче далі критикували після того, як президент Венесуели Ніколас Мадуро відвідав і поїв у стамбульському ресторані Гьокче в той час, як в його рідній країні вирували політична криза та економічний дефіцит.
Надалі Гьокче відкрив філії ще в декількох містах.